# Kapela Sv. Križa u Perastu
Kapela Sv. Križa je katolička kapela u Perastu.

## Smještaj
Nalazi se u zapadnom dijelu grada, u Penčićima. Nalazi se u drugom redu zgrada. Do nje se dolazi ulicom od palače Lučić-Kolović-Matikola, pored male palače Zmajević. U blizini je palača Chismae-Štukanović. Ulica uzbrdo dalje vodi ka crkvi Gospe od Ružarija. Uzbrdo iza ove kapele je palača Zmajević.
Kapela i danas služi u vjerske svrhe.